# Ctenocalops ruficeps
Ctenocalops ruficeps là một loài tò vò trong họ Ichneumonidae.